# Elatha
Dans la mythologie celtique irlandaise, Elatha mac Delbaeth est un roi des Fomoires. Son nom s'écrit aussi Elada ou Elathan. Elatha signifie « art » dans le sens de « savoir, science ».
Son père se nomme Delbáeth, théonyme qui s'interprète comme signifiant « feu de belle forme, feu bien fait ».
De son union avec Ériu, une Tuatha Dé Danann, va naître Bres. Ce dernier sera roi des Tuatha Dé Danann pendant peu de temps et se réfugiera chez son père, après son abdication.